# Franz Pongratz
Franz Pongratz (* 6. Oktober 1896 in Wien; † 21. März 1973 ebenda) war ein österreichischer Bauingenieur und Hochschullehrer. Er war Rektor der Technischen Hochschule Wien.

## Leben
Franz Pongratz absolvierte an der Technischen Hochschule Wien ein Bauingenieurstudium im Jahr 1920 mit Diplom. Von 1921 bis 1927 war er außerordentlicher Assistent an der Lehrkanzel für Eisenbeton und Statik bei Rudolf Saliger. 1926 promovierte er mit einer Dissertation über Die Nutzbreite der zweiseitig freigestützten Platte bei Belastung mit Einzellasten zum Dr. techn.
Von 1927 bis 1929 war er Beamter bei der niederösterreichischen Landwirtschaftskammer, für die er verschiedene landwirtschaftliche Nutzbauten entwarf und realisierte. 1928 legte er die Zivilingenieurprüfung ab und machte sich anschließend selbständig. Von 1934 bis 1938 war er Mitglied des Bundeswirtschaftsrates. 1937 wurde er zum Präsidenten der Ingenieurkammer für Wien, Niederösterreich und Burgenland gewählt. Nach dem „Anschluss“ Österreichs wurde Pongratz aller Ämter enthoben, während des Krieges arbeitete er als Zivilingenieur und Baumeister.
Nach dem Zweiten Weltkrieg war er zunächst als Supplent an der Technischen Hochschule Wien tätig. Von 1946 bis zu seiner Emeritierung im Jahr 1965 war er ordentlicher Professor für Stahlbeton und Massivbau an der Technischen Hochschule Wien. In den Studienjahren 1951/52 und 1952/53 war er dort auch Dekan der Fakultät für Bauingenieurwesen, 1956/57 war er gewählter Rektor der Technischen Hochschule Wien. Von 1945 bis 1951 war er Vizepräsident und von 1951 bis 1954 wieder Präsident der Ingenieurkammer für Wien, Niederösterreich und Burgenland.
Pongratz spezialisierte sich auf Spannbetonkonstruktionen. Zu den von ihm errichteten Bauwerken zählen unter anderem die Autobahnbrücke Großram sowie eine Bogenbrücke über die Erlauf, außerdem ein Reservoir am Mönchsberg in Salzburg und Lagerbauten am Nordbahnhof.
Während des Studiums schloss er sich der katholischen Studentenverbindung Franco-Bavaria an, 1952 trat er wegen einer Wiederverheiratung nach einer Scheidung freiwillig aus der Verbindung aus. Pongratz wurde mit dem Großen Ehrenzeichen für Verdienste um die Republik Österreich ausgezeichnet. Er starb 1973 im Alter von 76 Jahren und wurde im Friedhof Mauer beigesetzt. 1979 wurde nach ihm die Pongratzgasse im 23. Wiener Gemeindebezirk, Liesing, benannt.